# M1128 MGS
M1128 Mobile Gun System (MGS; «мобільна гарматна система») — самохідна артилерійська установка виробництва США. Гармата може вести вогонь по танках (і інших важко броньованих цілях), проте вона не призначена безпосередньо для цього.
M1128 MGS належить до сімейства бойових машин «Страйкер» й призначена для вогневого ураження легкоброньованих цілей противника, бункерів і піхоти. Машина має на борту 18 зарядів різної спеціалізації.

## Галерея

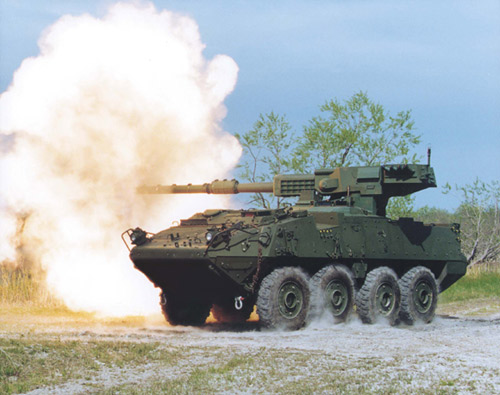
самохідна артилерійська установка M1128 Stryker
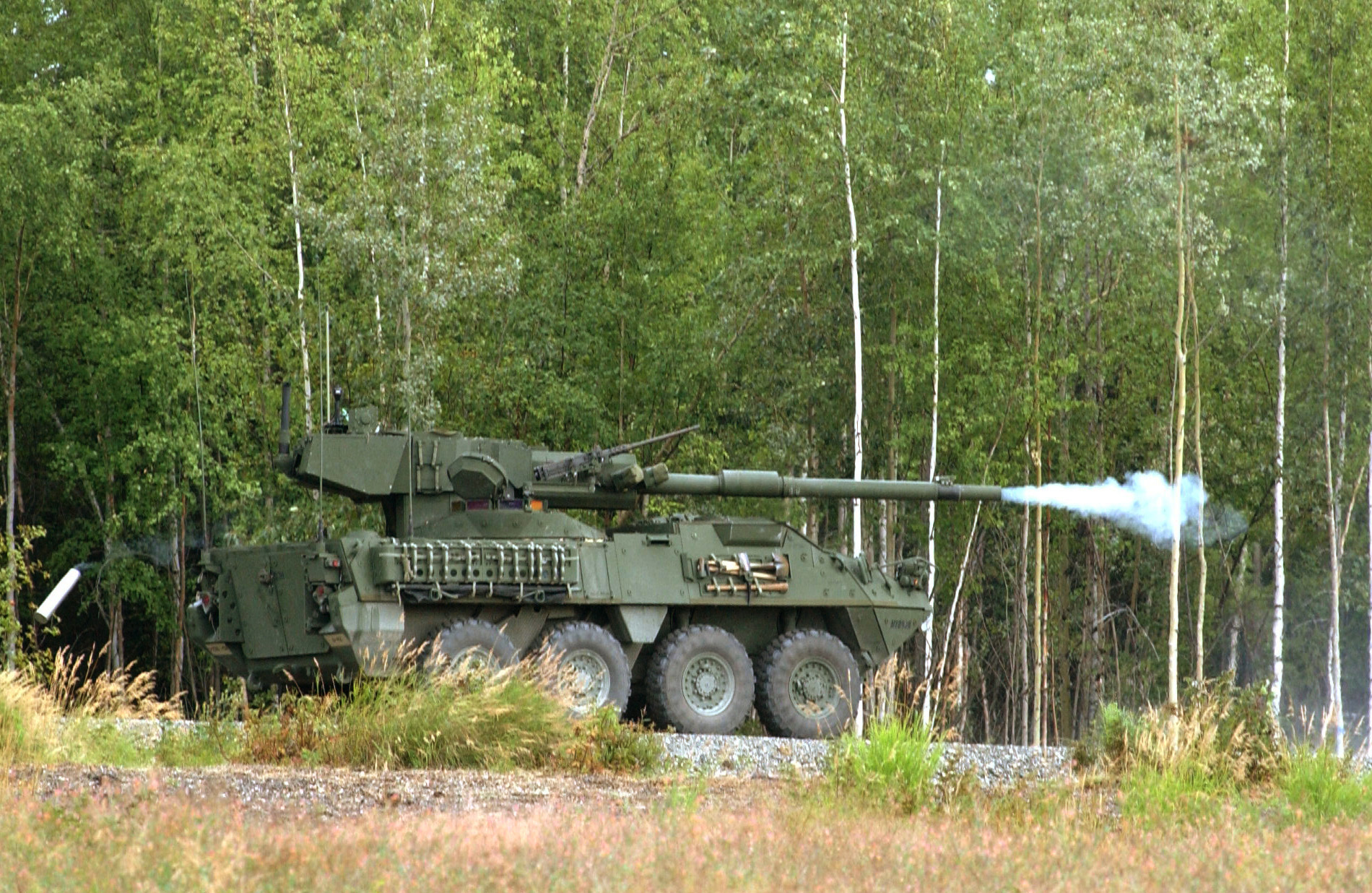
M1128 Stryker веде вогонь з гармати
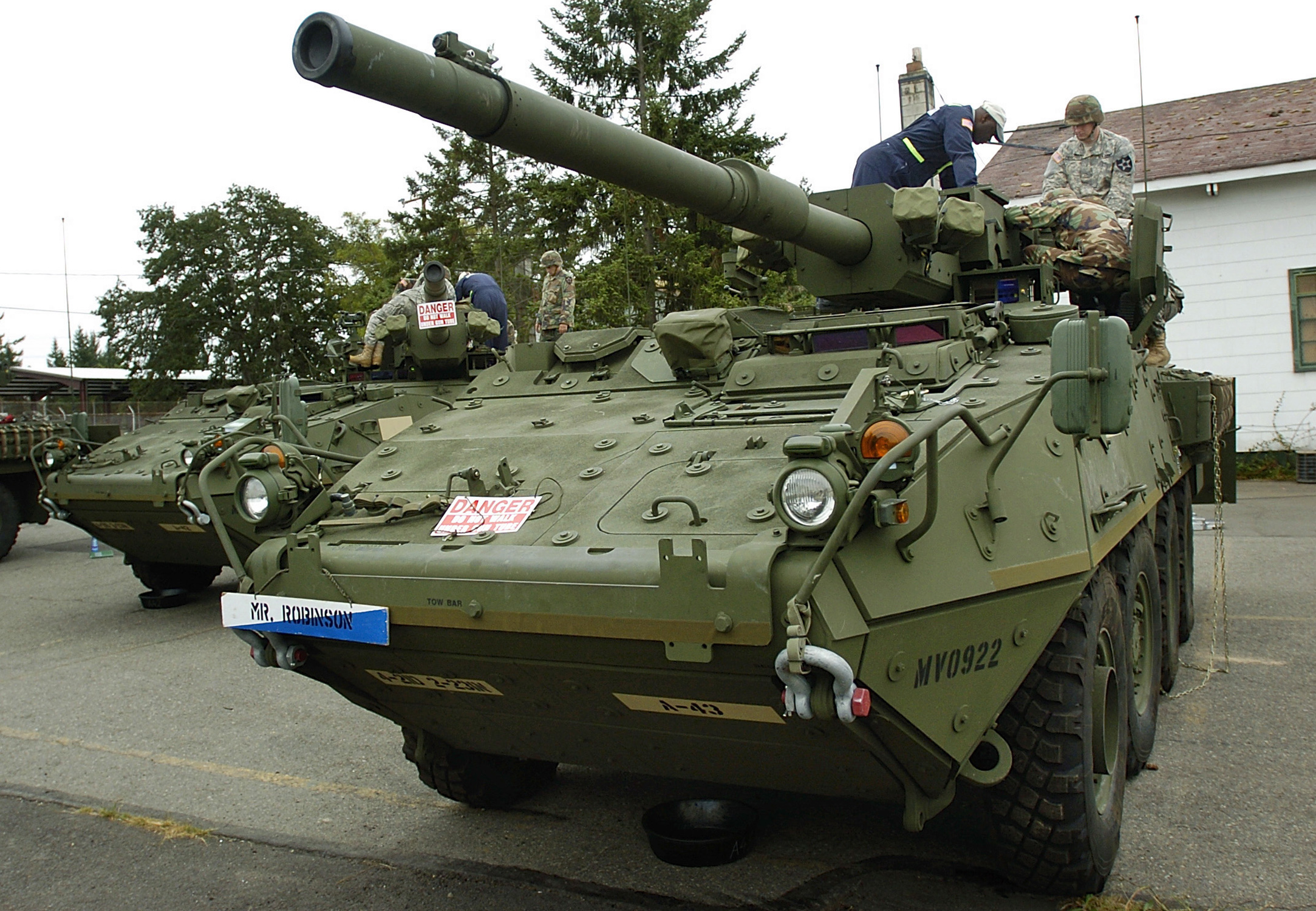
M1128 Stryker на обслуговуванні

## Оператори

### США
В повідомленні від 12 травня 2021 року, армія США позбудеться систем Stryker MGS до кінця фіскального 2022 року.
У повідомленні відзначається загальна застарілість системи виробництва початку 2000-х років. Та окрім проблем із гарматою та автоматом заряджання звертається увага на те, що машина MGS була розроблена на шасі з плоским дном, яке ніколи не було модернізоване, аби протистояти таким загрозам, як саморобні вибухові пристрої або протитанкові міни.
Згідно із заявою, армія тепер зосередиться на нових та модернізованих зразках, таких як Stryker MCWS із 30-мм гарматою (Medium Caliber Weapons System) та машин із дистанційно керованими модулями CROWS-J з ракетами Javelin, які, на думку військових зможуть «забезпечити кращий розподіл можливостей ніж обмежена кількість MGS Stryker».

### Пов'язані поняття
- Бригадна бойова група
- Колісний танк
- Stryker

### Подібна техніка
Техніка, схожа за епохою, призначенням, конструкційними особливостями абощо.
- AMX-10 RC
- B1 Centauro
- Rooikat
- M10 Booker

## Відео
- STRYKER family of vehicles на YouTube
- Video of a MGS firing its gun [Архівовано 11 листопада 2005 у Wayback Machine.].
- General Dynamics Canada — video of the MGS firing while on the move